# Myliobatis goodei
Myliobatis goodei (лат.) — вид хрящевых рыб рода орляков семейства орляковых скатов отряда хвостоколообразных надотряда скатов. Эти скаты обитают в тропических водах западной Атлантики. Встречаются на глубине до 181 м. Максимальная зарегистрированная ширина диска 99 см. Грудные плавники этих скатов срастаются с головой, образуя ромбовидный диск, ширина которого превосходит длину. Характерная форма плоского рыла напоминает утиный нос. Тонкий хвост длиннее диска. Окраска дорсальной поверхности диска ровного шоколадного или серо-коричневого цвета.
Подобно прочим хвостоколообразным Myliobatis goodei размножаются яйцеживорождением. Эмбрионы развиваются в утробе матери, питаясь желтком и гистотрофом. В помёте до 6 новорождённых. Рацион состоит из морских беспозвоночных, таких как ракообразные и моллюски. Эти скаты являются представляют незначительный интерес для коммерческого промысла, попадаются качестве прилова.

## Таксономия
Впервые новый вид был научно описан в 1885 году. Возможно, записи об орляках Myliobatis aquila, обитающих у южного побережья Бразилии, относятся к Myliobatis goodei. В южной части ареала присутствуют два близкородственных вида, которые в настоящее время называют Myliobatis goodei. Кроме того, этих скатов часто путают с восточноамериканскими орляками.

## Ареал и места обитания
Myliobatis goodei обитают в западной части Атлантического океана от Южной Каролины, США, до южного побережья Патагонии, Аргентина. Эти скаты попадаются у берегов Аргентины, Бразилии, Колумбии, Коста-Рики, Французской Гвианы, Гайаны, Гондураса, Мексики, Никарагуа, Панамы, Суринама, США (Флорида, Джорджия и Южная Каролина), Уругвая, Венесуэлы и Боливии. Они держатся на мелководье континентального шельфа, опускаясь на глубину до 181 м. Способны преодолевать большие расстояния.

## Описание
Грудные плавники Myliobatis goodei, основание которых расположено позади глаз, срастаются с головой, образуя ромбовидный плоский диск, ширина которого превышает длину, края плавников имеют форму заострённых («крыльев»). Рыло притуплённое. Позади глаз расположены брызгальца. На вентральной поверхности диска имеются 5 пар жаберных щелей, рот и ноздри. Между ноздрями пролегает кожный лоскут. Зубы образуют плоскую трущую поверхность. Кожа лишена шипов. Маленький спинной плавник сильно сдвинут назад и расположен позади брюшных плавников. На хвосте присутствует один или реже несколько ядовитых шипов. Окраска дорсальной поверхности диска серо-коричневого или шоколадного цвета. Вентральная поверхность диска коричневато-белая. Максимальная зарегистрированная длина тела 125 см, а ширина диска 99 см, в среднем она не превышает 80 см.

## Биология
Подобно прочим хвостоколообразным Myliobatis goodei относятся к яйцеживородящим рыбам. Эмбрионы развиваются в утробе матери, питаясь желтком и гистотрофом. В помёте до 6 новорождённых. Самцы и самки достигают половой зрелости при ширине диска 45—55 и 70 см соответственно. Рацион в первую очередь состоит из двустворчатых моллюсков и ракообразных.
На Myliobatis goodei паразитируют цестоды Aberrapex arrhynchum, Acanthobothrium sp., Caulobothrium ostrowskiae, Caulobothrium uruguayensis, Phyllobothrium myliobatidis, Phyllobothrium sp., Halysioncum megacanthum и Parachristianella damiani.

## Взаимодействие с человеком
Myliobatis goodei могут быть объектом промышленного и кустарного лова с помощью ярусов и трёхстенных сетей. Они попадаются в качестве прилов при коммерческом рыбном и креветочном промысле. Международным союзом охраны природы статус сохранности вида оценивается как уязвимый.